# Кинематограф Франции

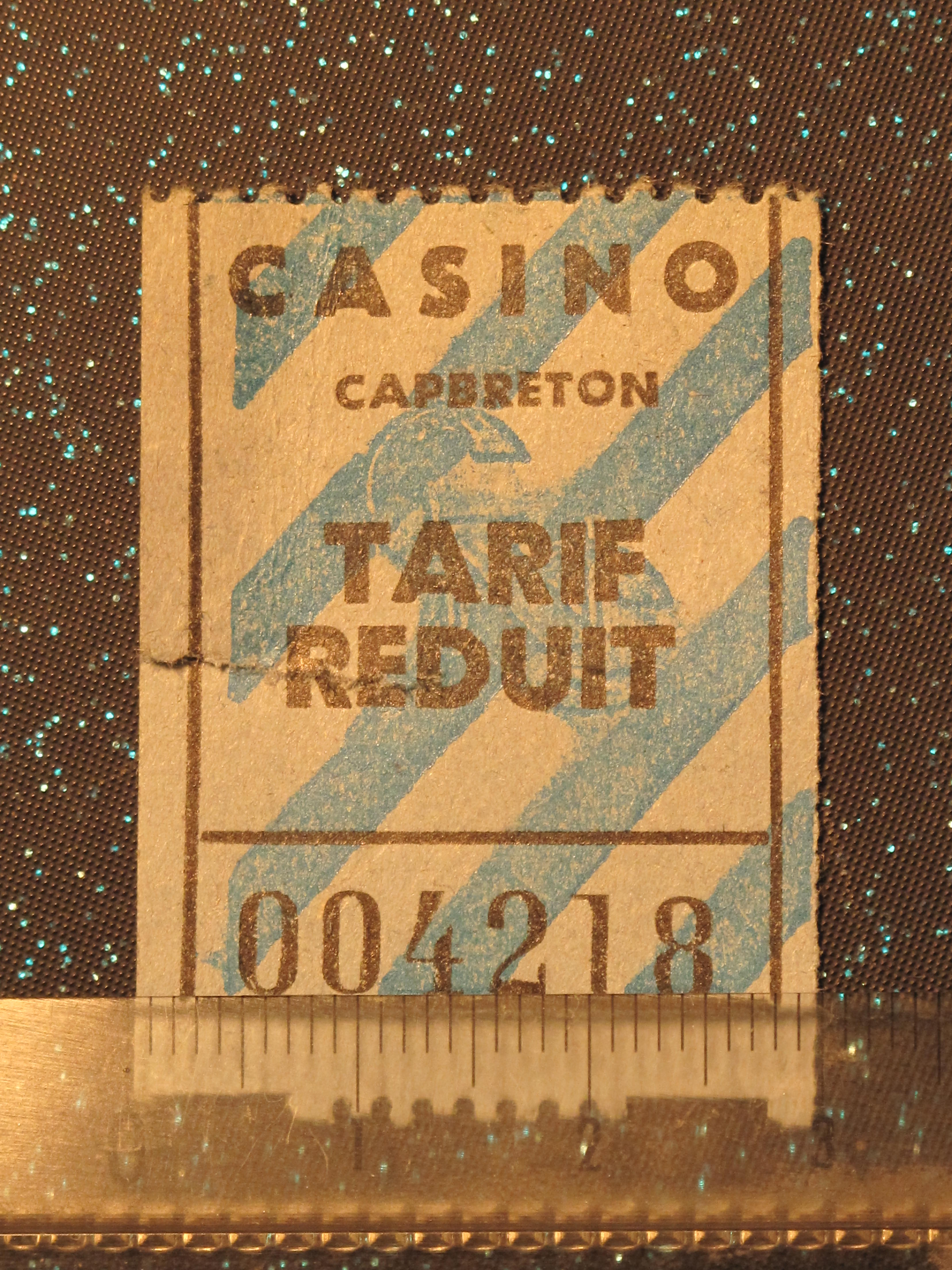
Французский билет в кино, существовавший до 1980-х годов

Францу́зское кино́ (фр. Cinéma français) — национальный кинематограф и кинопроизводство Франции.

## Ранняя история
Именно во Франции родился кинематограф, когда 28 декабря 1895 года в салоне «Гран-кафе» на бульваре Капуцинок (Париж) состоялся публичный показ «Синематографа братьев Люмьер» (в кафе было несколько залов с модными в те времена «экзотическими» названиями; показ состоялся в зале с названием «Индийская пещера», в результате чего в некоторые иностранные справочники попала нелепая версия, будто показ фильма происходил в некоем «индийском салоне»). Французское кино с тех пор сохраняет свою популярность во Франции и за рубежом, а по кассовому успеху у широкой публики уступает лишь американскому и индийскому.
В начальный период развития французское кино было преимущественно трюковым, важная роль принадлежала изобретателю кинотрюковой съёмки — автору «кинофеерий» Жоржу Мельесу и фирме «Фильм д’ар», привлёкшей к работе в кино видных драматургов, театральных актёров и композиторов. В 1910-е годы международной известностью пользовались кинокомедии с участием М. Линдера, авантюрные серии Л. Фейада. До Первой мировой войны французское кино выпускало около 90 % мировой кинопродукции (в основном усилиями компаний «Пате́» и «Гомо́н»).
В послевоенные годы во Франции возникло движение против использования кино в коммерческих целях. Движение возглавили представители киноавангарда того времени. Занимаясь формальными экспериментами, авангардисты в то же время значительно расширили выразительные возможности кино. Ими создавались киноклубы, пропагандировавшие лучшие достижения мирового кино.

## История современного французского кино

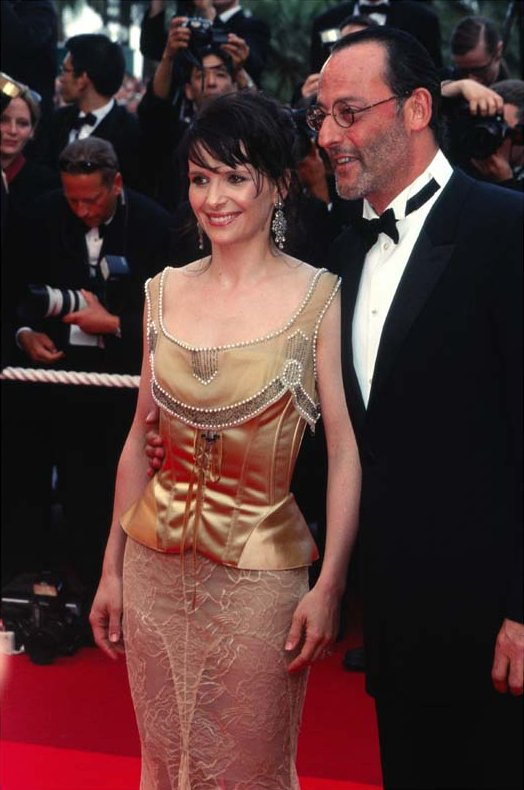
Жюльет Бинош и Жан Рено в Каннах в 2002 году

Современный облик французского кино сформировался уже после Второй мировой войны, после осмысления наследия войны и немецкой оккупации.
С 1946 года раз в два года, а с 1951 года — ежегодно, проводятся Международные кинофестивали в Каннах.
В конце 1940-х — начале 1950-х годов получают известность актёры: Жерар Филип, Бурвиль, Жан Маре, Мари Казарес, Луи де Фюнес, Серж Реджани и другие.
После войны получили мировую известность экранизации французской классики: «Пармская обитель» (1948), «Красное и чёрное» (1954), «Тереза Ракен» (1953). Ещё в конце 1950-х очень важную роль в развитии французского кино сыграл новаторский фильм Алена Рене «Хиросима, любовь моя» (1959).

### 1950-е, Новая волна
На пике «новой волны» (конец 50-х) во французское кино за короткий срок приходят более 150 новых режиссёров, среди которых ведущие места заняли Жан-Люк Годар, Франсуа Трюффо, Клод Лелуш, Клод Шаброль, Луи Маль.
Тогда же появились фильмы-мюзиклы режиссёра Жака Деми — «Шербурские зонтики» (1964) и Девушки из Рошфора (1967). Большинство фильмов конца 1950-х — это развлекательные ленты, далёкие от социальной тематики.
В 1960—1970-х годах во французском кино появилось множество новых актёров, среди которых наиболее известные — Жанна Моро, Жан-Луи Трентиньян, Жан-Поль Бельмондо, Жерар Депардьё, Катрин Денёв, Ален Делон, Анни Жирардо, Жак Перрен, Жан-Пьер Лео, Клод Жад, Жан-Пьер Кассель, Анни Дюпре, Брижит Фоссе, Мишель Пикколи, Франсуаза Дорлеак, Изабель Аджани и Изабель Юппер. Популярность приобрели комики Пьер Ришар и Колюш.

В 1976 году учреждена ежегодная национальная кинопремия «Сезар» (по типу американского «Оскара»).

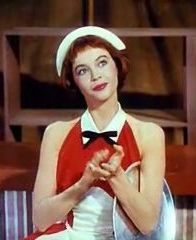
Лесли Карон в фильме «Лили» (1953)
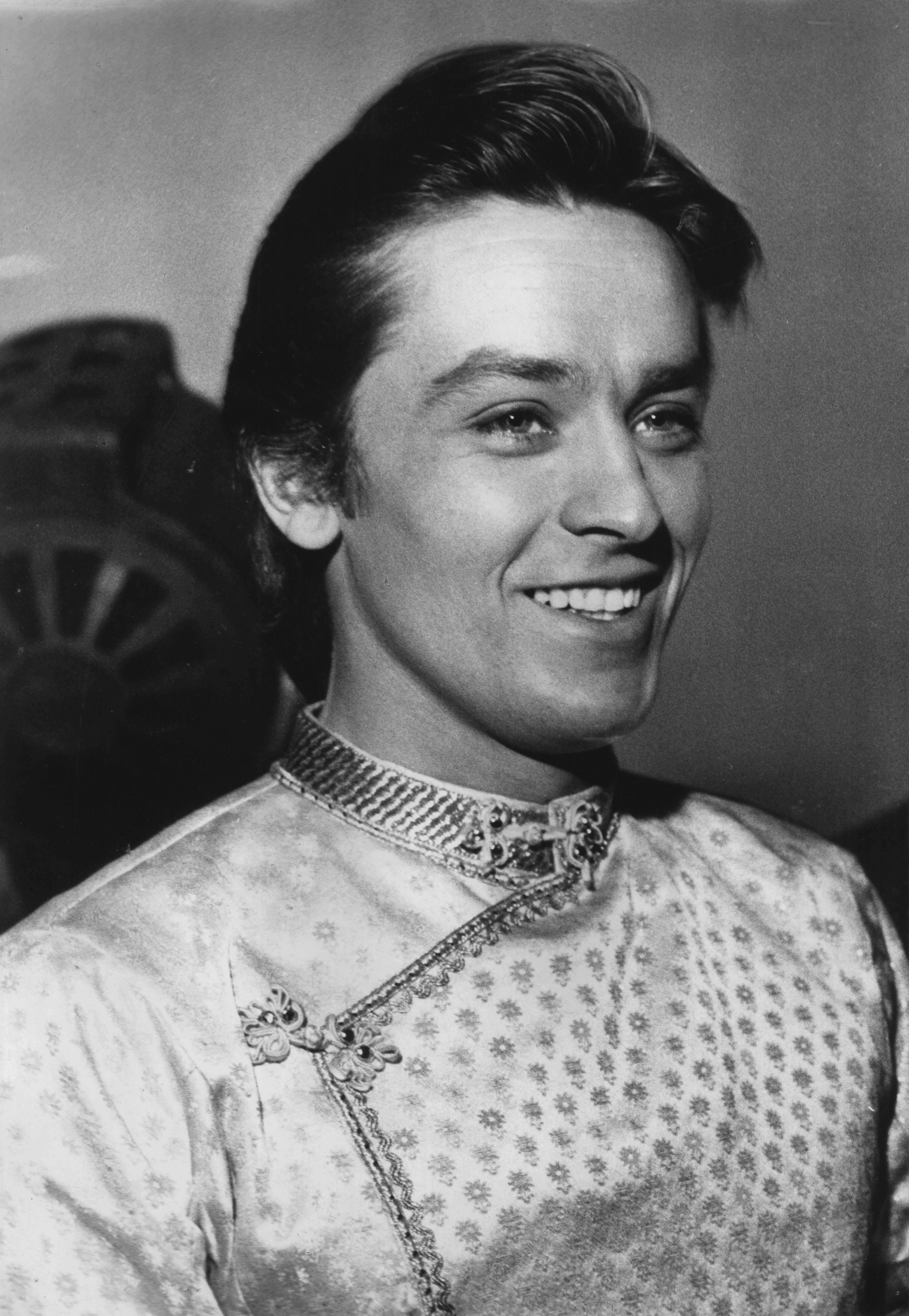
Ален Делон в 1962 году
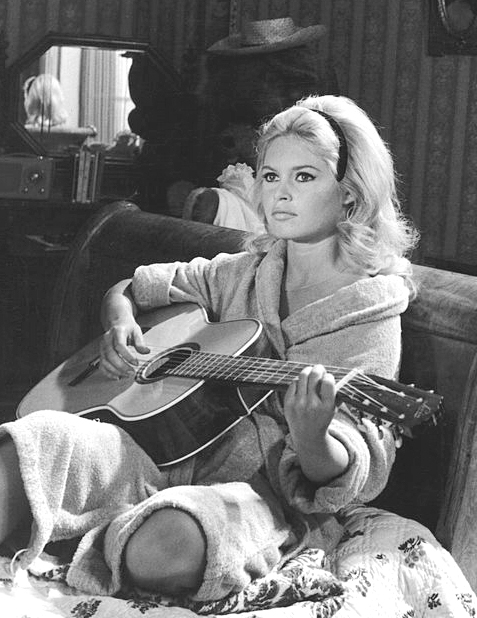
Бриджит Бардо в фильме "Частная жизнь" (1962)
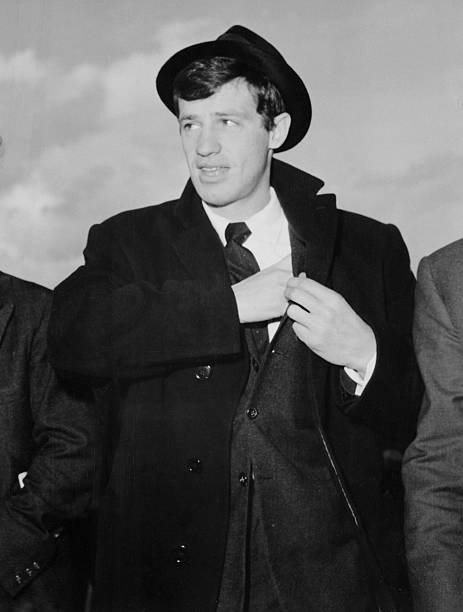
Бельмондо в 1962 году
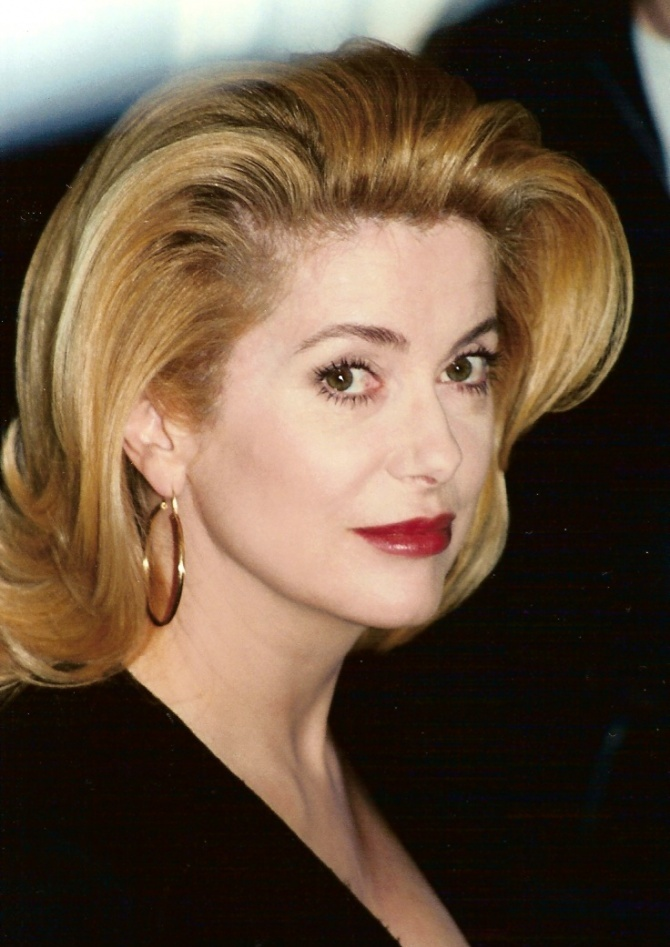
Катрин Денёв в 1995
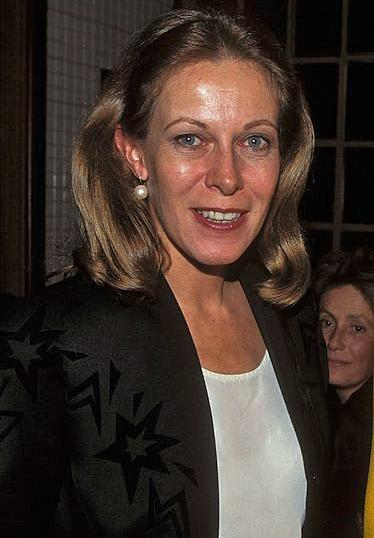
Клод Жад в 1994
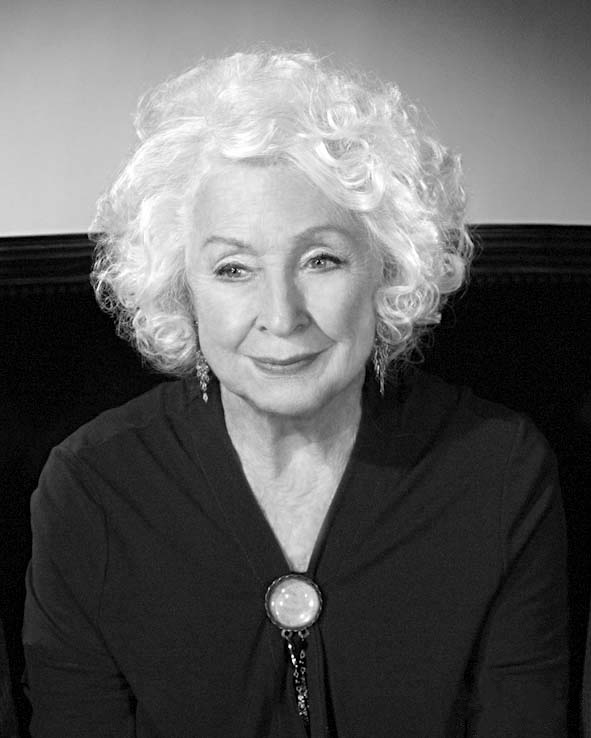
Даниэль Дарьё (фото 2008 года) имеет наиболее длинную актёрскую карьеру во французском кинематографе (80 лет)

### Современность
Современное французское кино — это зачастую весьма утончённое кино, в котором психология и драматизм сюжета часто сочетаются с высокохудожественной операторской работой. Стиль всегда определяют модные режиссёры; а в начале XXI века в моде Люк Бессон, Жан-Пьер Жёне, Франсуа Озон, Серж Бозон, Филипп Гаррель. Популярны актёры Жан Рено, Одри Тоту, Софи Марсо, Кристиан Клавье, Луи Гаррель, Матьё Кассовиц. Среди режиссёров жанрового кино выделяется Паскаль Ложье, пытающийся использовать традиции хоррора для осмысления серьёзных философских и моральных проблем («Мученицы», 2008).
Правительство Франции активно содействует развитию и экспорту национального кинематографа[прояснить].

## Французская комедия
Прославились французские кинокомедии и комики, снимавшиеся в них: Фернандель (40-е — 60-е), Бурвиль (50-е — 60-е), Луи де Фюнес (60-е — 70-е), Пьер Ришар (70-е — 80-е, знаменитый комический дуэт Ришара и Депардьё).
см. также Категория:Комики Франции

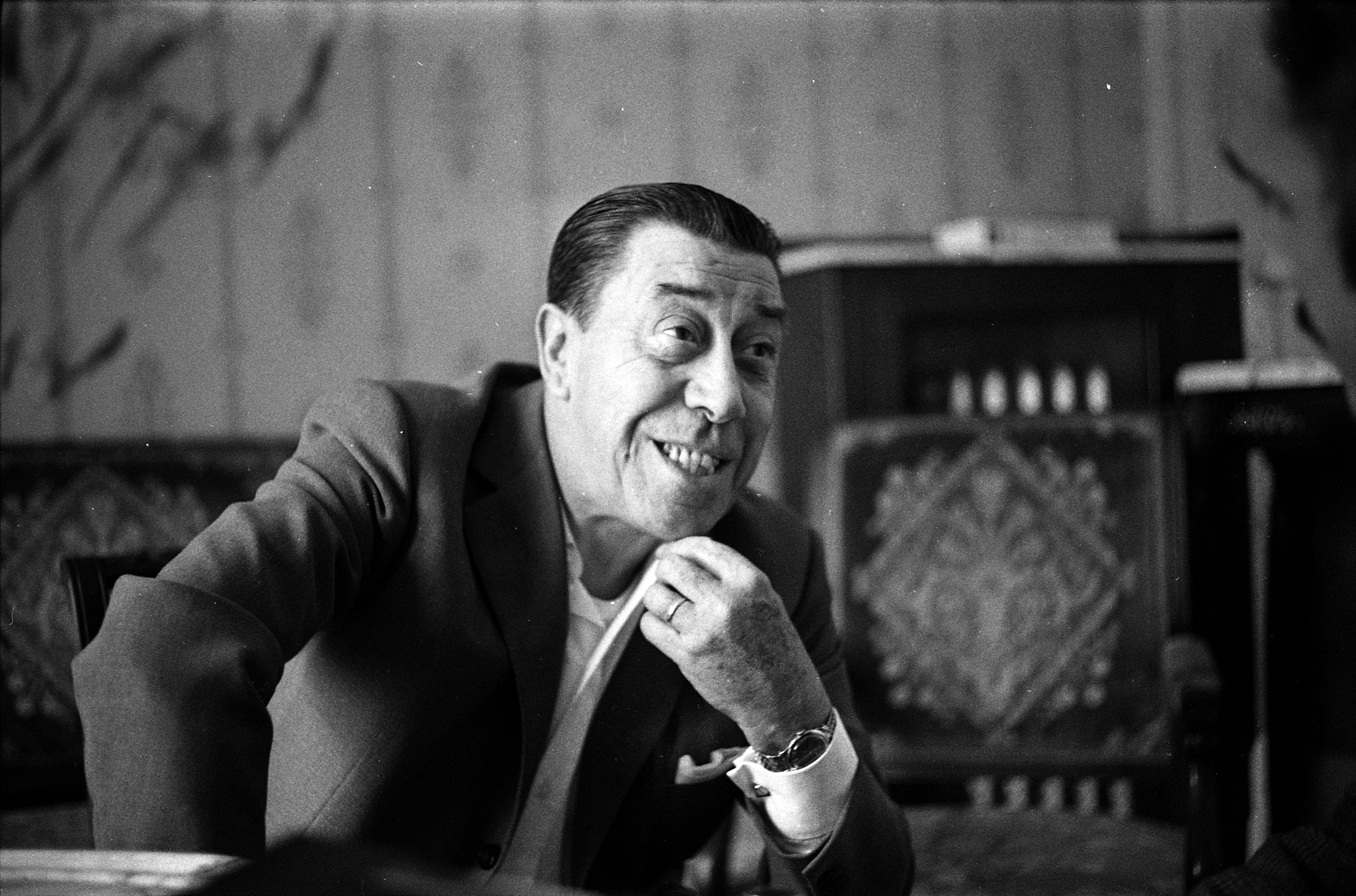
Фернандель в 1970
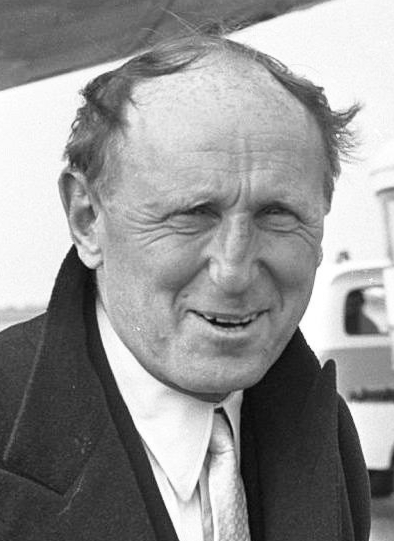
Бурвиль (1917 — 1970)
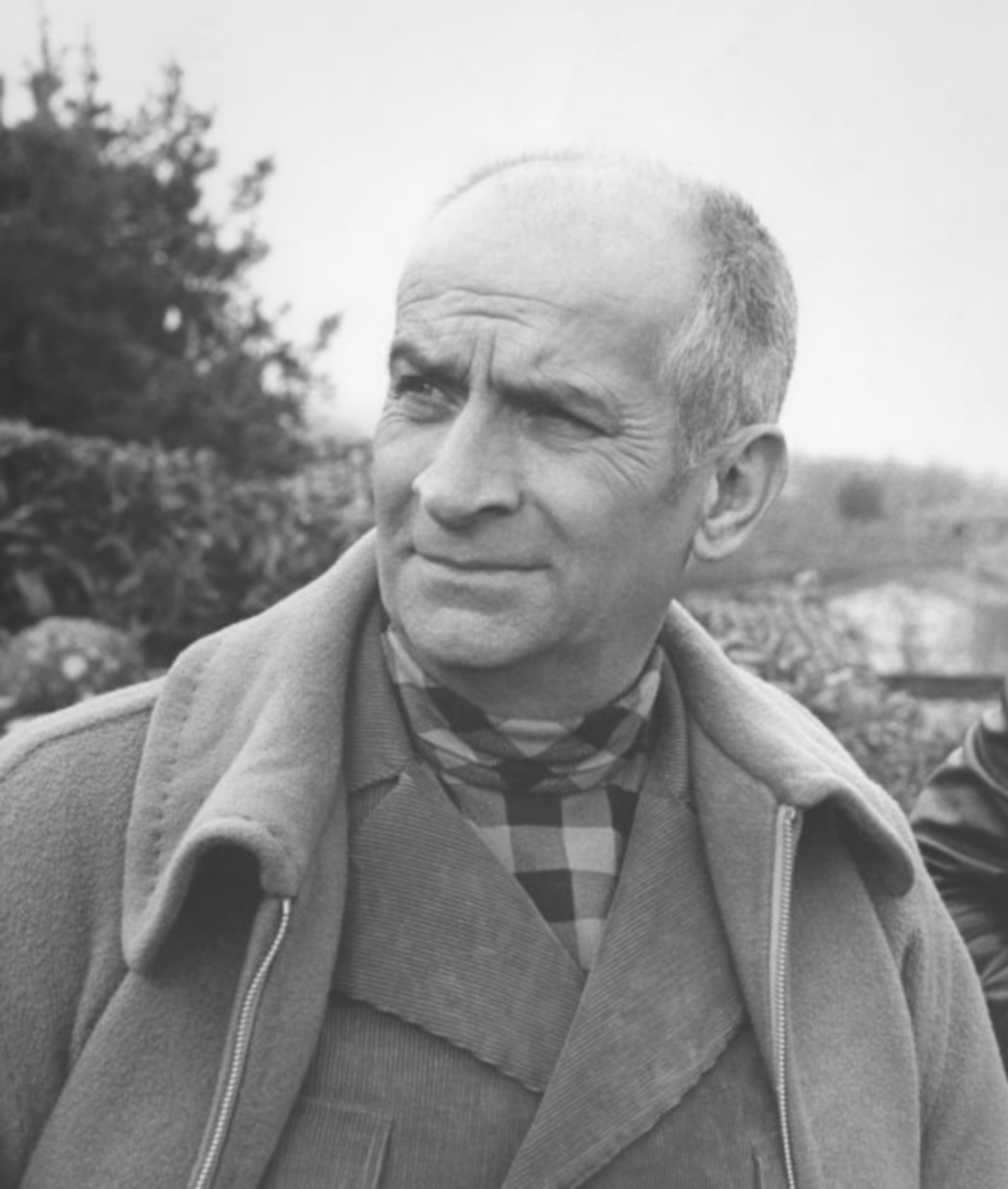
Луи де Фюнес в 1970
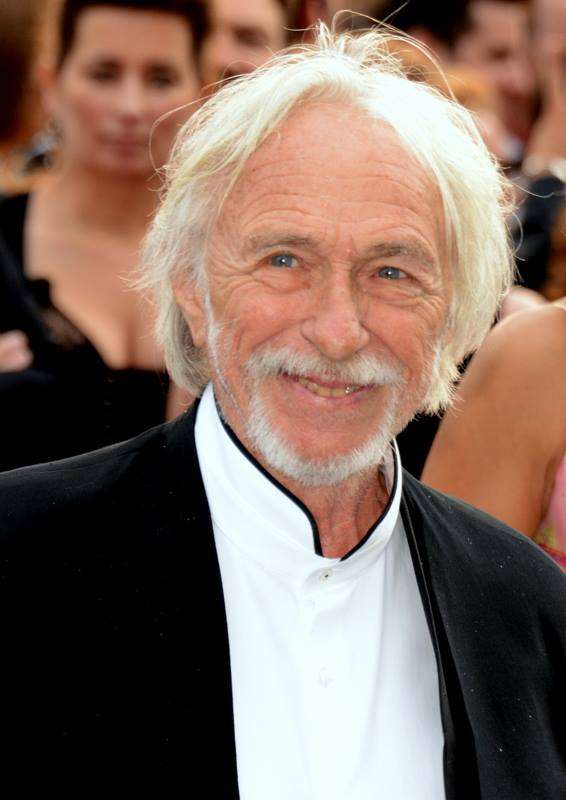
Пьер Ришар в 2015
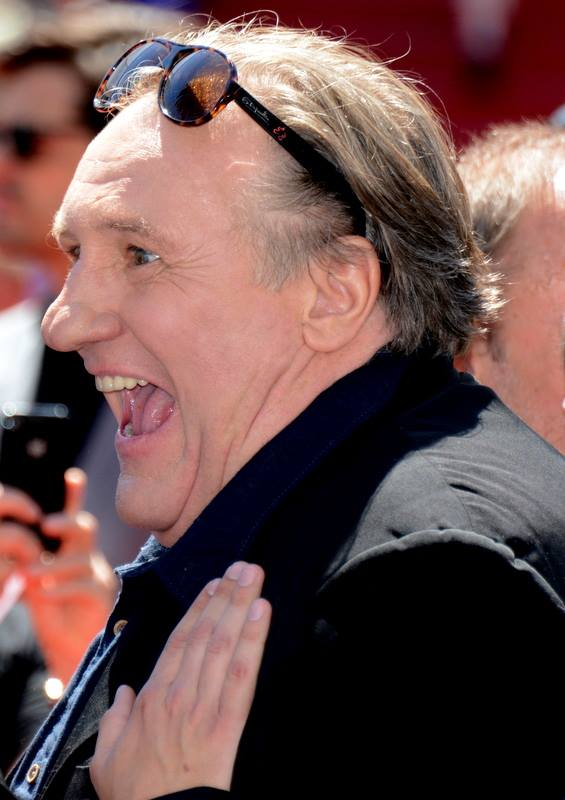
Жерар Депардьё в 2015
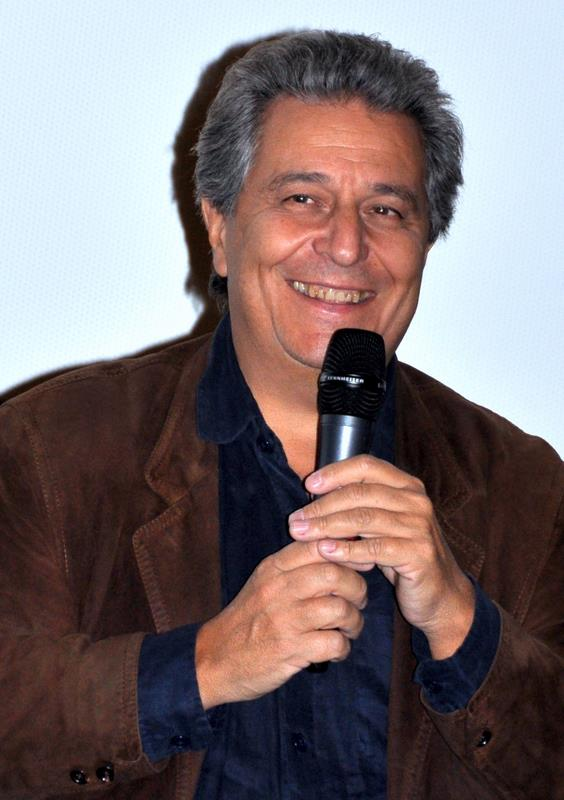
Кристиан Клавье в 2011
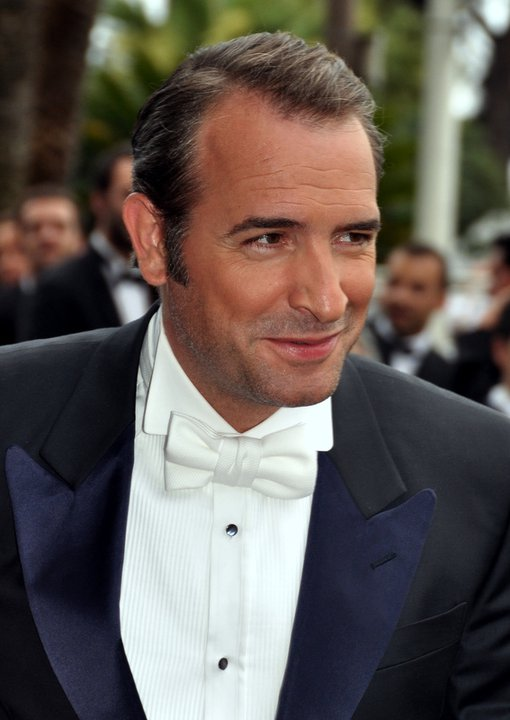
Жан Дюжарден в 2011

## Французская мультипликация
Считается, что первый рисованный фильм создал Эмиль Рейно в 1892 году, используя особый прибор — праксиноскоп. В 1908 году Эмиль Коль создал мультфильм, нарисованный вручную на бумаге.
В межвоенный период именно во Франции продолжили свои эксперименты, начатые на родине, русские эмигранты Александр Алексеев (с игольчатым экраном) и Владислав Старевич.
Крупными мультипликаторами, получившими международную известность стали Поль Гримо, Рене Лалу и Жан-Франсуа Лагиони, Жан-Лу Фелисиоли, Мишель Осело.

## Кинокомпании Франции
- Кинокомпания Gaumont
- Кинокомпания Pathé
- Студия французского кино EuropaCorp
- Fidélité Productions
- Advantage-studio
- CiBy 2000
- Le Film d'Art
- Les Films du Poisson
- StudioCanal
- Ubisoft Film & Television

## Документальные фильмы
- 2016 — Шарль Пате, Леон Гомон, первые гиганты кино / Charles Pathé et Léon Gaumont, premiers géants du cinéma (реж. Эммануэль Нобекур / Emmanuelle Nobécourt, Гаэль Руайе / Gaëlle Royer)
- 2016—2017 — Путешествие в мир французского кино / Voyage à travers le cinéma français (реж. Бертран Тавернье / Bertrand Tavernier) — 10-серийный документальный фильм